# Epilepia dentatum
Epilepia dentatum är en fjärilsart som beskrevs av Matsumura och Shibuya 1927. Epilepia dentatum ingår i släktet Epilepia och familjen mott. Inga underarter finns listade i Catalogue of Life.